# Kristina Boden
Kristina Boden (* 20. Jahrhundert) ist eine US-amerikanische Filmeditorin.
Kristina Boden ist seit Anfang der 1980er Jahre als Editorin für Film und Fernsehen tätig. Bei ihren mehr als 30 Produktionen arbeitete sie mehrmals für die Regisseure Daniel Barnz, Lasse Hallström oder Paul Schrader.

## Filmografie (Auswahl)
- 1986–1988: Geschichten aus der Schattenwelt (Tales from the Darkside, Fernsehserie, 6 Folgen)
- 1992: Light Sleeper
- 1993: Carlito’s Way
- 1996: Kama Sutra: A Tale of Love
- 1999: Forever Mine – Eine verhängnisvolle Liebe (Forever Mine)
- 2000: Hamlet
- 2002: Hysterical Blindness
- 2002: Auto Focus
- 2005: Couchgeflüster – Die erste therapeutische Liebeskomödie (Prime)
- 2005: Slow Burn – Verführerische Falle (Slow Burn)
- 2006: Fell – Eine Liebesgeschichte (Fur: An Imaginary Portrait of Diane Arbus)
- 2007: Das Mädchen im Park (The Girl in the Park)
- 2009: Hachiko – Eine wunderbare Freundschaft (Hachi: A Dog`s Tale)
- 2010: Das Leuchten der Stille (Dear John)
- 2011: Oka!
- 2012: Um Klassen besser (Won´t Back Down)
- 2014: Cake
- 2014: The Red Road (Fernsehserie, 3 Folgen)
- 2016–2017: The Girlfriend Experience (Fernsehserie, 9 Folgen)